# Pearl パール
『Pearl パール』（Pearl）は、2022年のアメリカ合衆国のホラー映画。監督はタイ・ウェスト、主演はミア・ゴスが務めた。本作は同年に公開された映画『X エックス』の前日譚となる作品であり、続編の『MaXXXine マキシーン』とともに3部作を構成している。

## ストーリー
本作は『Xエックス』に登場した怪異な老婆パールが怪物へと変貌するきっかけになった決定的な出来事を描き出す。
1918年、テキサス州のとある田舎町。小さな農場の一人娘であるパールは、戦地に従軍した夫（ハワード）を待ちながら、会話も身動きもできない父親の介護と農場の仕事に追われる日々を送っていた。厳格な母親（ルース）は威圧的な言動でパールを支配し、その反動かパールは、農場の小動物を殺すことに快感を覚えるようになっていた。
そんなパールの数少ない息抜きが映画鑑賞であった。パールはいつか自分も華やかなスクリーンで、ダンサーとしてスターになることを夢見ていた。映画館でパールと知り合った自称ボヘミアンの映写技師(ジョニー)は、そんなパールをヨーロッパに連れて行くと軽口で誘惑した。
ある日、夫の妹(ミッツィ)がオーディションの話を持って来た。クリスマスに全米を慰問するダンス・グループの選考会が町で開かれるので、お互いに親にはナイショで受けようというのだ。オーディションに合格して町を出ることしか考えられなくなったパールは、止めようとする母親と争って火だるまにし、そのまま町に向かってジョニーと関係を持った。
翌日のオーディションの朝、車でパールを農場まで送るジョニー。だが、ジョニーは奇妙な家の様子を怪しみ早々に帰ろうとした。そんなジョニーを殺し、瀕死の母親の息の根を止めて、動けない父親をも殺した上でオーディションに向かうパール。だが、パールは不合格を言い渡された。
悲嘆に暮れ泣き叫ぶパールを農場まで連れ帰るミッツィ。ミッツィの前で、夫のハワードへの思いを語るパール。結婚して農場を出ることに期待したパールだが、農場暮らしを望む夫に彼女は不満を持っていた。しかし、不倫をした負い目や、「もっと酷いこと」をしてしまったパールは、農場を整えて夫を待つことが最善だと思い直した。ミッツィがオーディションに合格したと察したパールは、ミッツィも殺し、死体は沼のワニに食わせた。
やがて戦争から無事に帰還する夫のハワード。彼が見たのは食卓を囲む義父母の死体と、笑顔で彼を出迎えるパールだった。

## キャスト
※括弧内は日本語吹替。
- パール: ミア・ゴス（森千晃）
- 映写技師: デヴィッド・コレンスウェット（神尾晋一郎）
- ルース: タンディ・ライト（英語版）（八十川真由野） - パールの母。
- パールの父: マシュー・サンダーランド（英語版）
- ミッツィー: エマ・ジェンキンス＝プーロ（瀬戸麻沙美） - ハワードの妹で、パールの義理の妹。
- ハワード: アリステア・シーウェル - パールの夫。

## 製作・音楽
『X エックス』の撮影に入る数か月前から、タイ・ウェスト監督はミア・ゴスと共同で同作の前日譚となる作品の脚本を書き始めていた。2人は「仮に映画化に漕ぎつけることができなかったとしても、パールというキャラクターに素晴らしい来歴を与えることにはなるし、それがゴスの演技に役立てばよい」と考えていたが、最終的に、A24は前日譚の製作にもゴーサインを出した。
『X エックス』の撮影が終了するや、そのままニュージーランドで本作の主要撮影が極秘に行われた。当時はコロナ禍の真っただ中であったため、スタッフは入国後2週間にわたって隔離生活を送る必要があったが、撮影自体は安全かつ順調に進んだという。
ただし、『X エックス』と本作は撮影こそ連続して行われたが、雰囲気を異にする作品として製作されている。前者は『悪魔のいけにえ』シリーズやマリオ・バーヴァ監督作のようなスプラッター映画の影響を強く受けている。それに対して、本作はダグラス・サーク監督によるメロドラマからインスピレーションを受け、画面は『メリー・ポピンズ』のようなハリウッド黄金時代の名作を思わせる色使いになっている。
2022年3月14日、『X エックス』がサウス・バイ・サウスウェストでプレミア上映された際、本作の存在がティーザー映像とともに初めて公にされた。5月25日、タイラー・ベイツとティモシー・ウィリアムズが本作で使用される楽曲を手掛けるとの報道があった。9月23日、本作のサウンドトラックが発売された。

## 公開・マーケティング・興行収入
2022年7月26日、本作のオフィシャル・トレイラーが公開された。9月3日、本作は第79回ヴェネツィア国際映画祭でプレミア上映された。12日には、第47回トロント国際映画祭で本作の上映が行われ、ミッドナイト・マッドネス部門で観客賞次点1位となった。16日、本作は全米2935館で封切られ、公開初週末に312万ドルを稼ぎ出し、週末興行収入ランキング初登場3位となった。なお、この数字は前作の初動成績（427万ドル）を若干下回るものである。

## 評価
本作は批評家から高く評価されている。映画批評集積サイトのRotten Tomatoesには145件のレビューがあり、批評家支持率は90%、平均点は10点満点で7.7点となっている。サイト側による批評家の見解の要約は「タイ・ウェスト監督は『X エックス』で築き上げた物語世界から、『パール』という鮮血ほとばしる恐怖を生み出した。それができたのはミア・ゴスの見事な演技のお陰でもある。」となっている。また、Metacriticには30件のレビューがあり、加重平均値は73/100となっている。なお、本作のCinemaScoreはB-となっている。
映画監督のマーティン・スコセッシは「タイ・ウェスト監督の映画には、昨今珍しくなったタイプのエネルギーが感じられる。それは純粋で、薄まることのない映画への愛によって生み出されたものである。（中略）。私は『パール』に夢中になり、心をかき乱された。眠れなくなるのではと思えるほどにハラハラさせられた。しかし、それでもなお、画面から目を離すことができなかった」と述べている。

## 続編
2022年3月の時点で、ウェスト監督は既に第3作のアイデアが存在することを示唆していた。同年9月12日、本作がトロント国際映画祭で上映された際、エンドクレジット終了後に第3作のティーザー映像が流れた。その映像によれば、第3作の『MaXXXine マキシーン』は1985年のロサンゼルスを舞台としている。『MaXXXine マキシーン』は本国では2024年に公開され、日本では2025年6月に公開される。